# Oksrukuyik Creek
Der Oksrukuyik Creek ist ein 51 km langer linker Nebenfluss des Sagavanirktok River in der North-Slope-Region im Norden des US-Bundesstaats Alaska.

## Verlauf
Der Oksrukuyik Creek entspringt in den nördlichen Ausläufern der Brookskette auf einer Höhe von etwa 1000 m. Der Oksrukuyik Creek fließt in überwiegend nordöstlicher Richtung. Am Oberlauf des Flusses befindet sich eine Seengruppe. Bei Flusskilometer 32 kreuzt der Dalton Highway den Flusslauf zum ersten Mal, Bei Flusskilometer 30 die Trans-Alaska-Pipeline. Der Dalton Highway verläuft nun unweit vom rechten Flussufer. Der Oksrukuyik Creek umfließt den Slope Mountain in einem Linksbogen und erreicht die Küstentiefebene. Er fließt auf seinen letzten Kilometern nach Norden. Kurz vor der Mündung kreuzt der Oksrukuyik Creek die Trans-Alaska-Pipeline und den Dalton Highway erneut, bevor er 2,8 km nördlich der Pumpstation 3 der Trans-Alaska-Pipeline auf einer Höhe von 408 m in den Sagavanirktok River mündet.

## Einzugsgebiet
Der Oksrukuyik Creek entwässert ein Areal von etwa 183 km². Das Einzugsgebiet grenzt im Osten an das des oberstrom gelegenen Sagavanirktok River, im Westen an das Kuparuk River sowie im Norden an das des Toolik River.

## Flussfauna
Im Oksrukuyik Creek kommen die Arktische Äsche und die Quappe vor.